# The Songs Lennon and McCartney Gave Away
The Songs Lennon and McCartney Gave Away è una raccolta della EMI di canzoni che il duo compositivo Lennon-McCartney hanno donato ad altri artisti. La prima edizione è stata pubblicata nel 1971; una seconda edizione, contenente anche I'm the Greatest, un brano del solo Lennon che Ringo Starr ha pubblicato nel suo album Ringo.

## Storia
Molti brani di Lennon-McCartney vennero donati ad altri artisti. Alcuni erano stati scartati dalla lavorazione degli album (come That Means a Lot), altri mai registrati, perché considerati negativamente dal gruppo (come I Call Your Name, che non appare in questa raccolta), mentre altri ancora scritti proprio per un artista (come Misery, non presente sull'album, destinata ad Helen Shapiro, che la rifiutò, ed infine donata a Kenny Linch, prima di essere pubblicata dai Beatles).
L'idea di creare questa raccolta venne a Martin Lewis, che aveva scritto la prima biografia ufficiale del gruppo, nel 1970; la EMI accettò, e pubblicò l'album sotto l'etichetta Music for Pleasure, che pubblicava album a basso costo, e che era stata inaugurata proprio con una compilation dei Beatles, Rock 'n' Roll Music, nel 1971. Venne ripubblicata nel 1979.

## Tracce
Lato A
| Nome                    | Autore                     | Artista                          | Anno | Durata |
| ----------------------- | -------------------------- | -------------------------------- | ---- | ------ |
| I'm the Greatest        | John Lennon                | Ringo Starr                      | 1973 | 3:23   |
| One and One Is Two      | John Lennon-Paul McCartney | The Strangers with Mike Shannon  | 1964 | 2:11   |
| From a Window           | John Lennon-Paul McCartney | Billy J. Kramer with The Dakotas | 1964 | 1:58   |
| Nobody I Know           | John Lennon-Paul McCartney | Peter and Gordon                 | 1964 | 2:29   |
| Like Dreamers Do        | John Lennon-Paul McCartney | The Applejacks                   | 1964 | 2.31   |
| I'll Keep You Satisfied | John Lennon-Paul McCartney | Billy J. Kramer with The Dakotas | 1963 | 2:05   |
| Love of the Loved       | John Lennon-Paul McCartney | Cilla Black                      | 1963 | 2:02   |
| Woman                   | Bernard Webb               | Peter and Gordon                 | 1966 | 2:26   |
| Tip of My Tongue        | John Lennon-Paul McCartney | Tommy Quickly                    | 1963 | 2:06   |
| I'm in Love             | John Lennon-Paul McCartney | The Fourmost                     | 1963 | 2:08   |

Lato B
| Titolo                        | Autore                     | Artista                          | Anno | Durata |
| ----------------------------- | -------------------------- | -------------------------------- | ---- | ------ |
| Hello Little Girl             | John Lennon-Paul McCartney | The Fourmost                     | 1963 | 1:51   |
| That Means a Lot              | John Lennon-Paul McCartney | P.J. Proby                       | 1965 | 2:33   |
| It's for You                  | John Lennon-Paul McCartney | Cilla Black                      | 1964 | 2:21   |
| Penina                        | Paul McCartney             | Carlos Mendes                    | 1969 | 2:36   |
| Step Inside Love              | John Lennon-Paul McCartney | Cilla Black                      | 1968 | 2:21   |
| A World Without Love          | John Lennon-Paul McCartney | Peter and Gordon                 | 1964 | 2:38   |
| Bad to Me                     | John Lennon-Paul McCartney | Billy J. Kramer with The Dakotas | 1963 | 2:18   |
| I Don't Want to See You Again | John Lennon-Paul McCartney | Peter and Gordon                 | 1964 | 1:59   |
| I'll Be on My Way             | John Lennon-Paul McCartney | Billy J. Kramer with The Dakotas | 1963 | 1:40   |
| Cat Call                      | Paul McCartney             | The Chris Barber Band            | 1967 | 3:04   |